# 巴納德 147
巴納德147是位於星座天鵝座的一個狹窄的、蛇狀的暗星雲。它是靠近疏散星團NGC 6871的一條明確暗通道。
巴納德146靠近147，靠近恆星BD +35 3930的西南方向。

## 外部連結
- WikiSky上关于巴納德 147的内容：DSS2, SDSS, GALEX, IRAS, 氢α, X射线, 天文照片, 天图, 文章和图片
- Barnard's Catalog